# Acido iodico
L'acido iodico è l'acido ottenuto per idratazione dell'anidride iodica, ma
si può anche produrre disciogliendo lo iodio in acido nitrico concentrato.
A temperatura ambiente si presenta come un solido bianco dall'odore tenue, forma con i metalli alcalini sali discretamente solubili in acqua, che danno reazione neutra con l'idrolisi. 
È un composto corrosivo e molto ossidante, pertanto viene anche usato come sbiancante al posto degli ipocloriti sotto forma di sale di sodio o di potassio.

## Particolarità
Mentre i composti ossigenati del cloro e del bromo sono endotermici e non possono essere ottenuti per combinazione diretta degli elementi, l'acido iodico si può ottenere ossidando lo iodio con acido nitrico concentrato (d = 1,5) o col cloro in presenza di acqua:
{\displaystyle {\ce {I2 + 6 H2O + 5 Cl2 -> 2 HIO3 + 10 HCl}}}